# Frank Hanley
Pour les articles homonymes, voir Hanley (homonymie).
Francis Frank Hanley (5 avril 1909 à Montréal - 23 janvier 2006 à Montréal à l'âge de 96 ans) fut un boxeur, un jockey, un politicien sur la scène municipale à Montréal et un député provincial.

## Biographie
Francis Frank Hanley est le fils de John Hanley, brasseur, et de Stella Johnson. Il fit ses études à la St. Ann's Boys School à Montréal.
Il fut champion de boxe poids plumes de la Ville de Montréal et du Québec. Il obtint aussi une licence de jockey de l'État du Maryland en 1925 et pratiqua ce sport pendant plusieurs années dans les États de Maryland, New York, Virginie, Floride et Pennsylvanie, ainsi qu'à Cuba. Il sera ensuite journalier à la voirie municipale de Montréal avant de travailler au service des parcs et terrains de jeux. Il a enseigné la culture physique et la boxe durant plusieurs années. Président du St. Ann's Community Council, de la St. Patrick Society et des United Irish Societies of Montreal, il fut également membre du Social Register of Canada et du Catholic Order of Foresters.
Il a été échevin du district no 2 au conseil municipal de Montréal de 1940 à 1962 et élu dans le quartier Sainte-Anne aux élections de 1962 et 1966. Il demeure échevin jusqu'en 1970. Il a été vice-président du comité exécutif de la Ville de Montréal en 1954. 
Il a été élu député indépendant dans Montréal—Sainte-Anne en 1948 et fut réélu aux élections de 1952, 1956, 1960, 1962, 1966. Toutefois, il a été défait en 1970 et 1973. Il fut président de l'organisation du Parti progressiste-conservateur à Montréal. Il a été nommé commissaire au recensement en 1985.

## Référence
- (fr) Notice biographique du site de l'Assemblée nationale du Québec